# Mistrzostwa Oceanii U-20 w Rugby Union Mężczyzn 2016
Mistrzostwa Oceanii U-20 w Rugby Union Mężczyzn 2016 – drugie mistrzostwa Oceanii U-20 w rugby union mężczyzn, oficjalne międzynarodowe zawody rugby union o zasięgu kontynentalnym organizowane przez Oceania Rugby mające na celu wyłonienie najlepszej w Oceanii męskiej reprezentacji narodowej złożonej z zawodników do lat dwudziestu. Zostały rozegrane w formie dwóch turniejów w okresie od 3 maja do 10 grudnia 2016 roku. W walce o tytuł mistrzowski wzięły udział dwa zespoły, pozostałe drużyny, które przystąpiły do rozgrywek, wystąpiły zaś w niższej dywizji.

## Championship
Transmitowane w Internecie zawody zostały zorganizowane w australijskim mieście Gold Coast w ciągu dwóch meczowych dni pomiędzy 3 a 7 maja 2016 roku. W dwumeczu zmierzyły się reprezentacje Australii i Nowej Zelandii, dla których były to jednocześnie przygotowania do Mistrzostw Świata Juniorów 2016. W pierwszym pojedynku zdecydowanie lepsi okazali się Nowozelandczycy. Jednopunktowe zwycięstwo w drugim meczu było pierwszym rozstrzygniętym na korzyść Australijczyków spotkaniem między tymi dwoma zespołami. Dzięki zdobytym punktom bonusowemu w zawodach ostatecznie zwyciężyli jednak reprezentanci Nowej Zelandii.
| 3 maja 201618:30 | Australia U-20                         | 10:30 | Nowa Zelandia U-20                                                         | Bond University, Gold Coast |
| 3 maja 201618:30 | Mack Mason 5 (pd K) Moses Sorovi 5 (P) | 10:30 | Jordie Barrett 15 (P 2pd 2K) Mason Emerson 10 (2P) Mitchell Jacobson 5 (P) | Bond University, Gold Coast |

| 7 maja 201616:00 | Australia U-20                                                                      | 25:24 | Nowa Zelandia U-20                                                          | Bond University, Gold Coast |
| 7 maja 201616:00 | Isack Rodda 5 (P) Joseph Fittock 5 (P) Mack Mason 10 (2pd 2K) Simon Kennewell 5 (P) | 25:24 | Caleb Makene 5 (P) Jonah Lowe 5 (P) Jordie Barrett 9 (3pd K) Sam Nock 5 (P) | Bond University, Gold Coast |

## Trophy
Transmitowane w Internecie zawody zostały przeprowadzone systemem kołowym w trzyzespołowej obsadzie na ANZ Stadium w Suvie na przełomie listopada i grudnia 2016 roku. W turnieju niepokonana okazała się reprezentacja gospodarzy, która tym samym zyskała awans na World Rugby U-20 Trophy 2017.
| 25 listopada 201615:00 | Fidżi U-20 | 50:3 | Wyspy Cooka U-20 | ANZ Stadium, Suva Sędzia: Alan Aiolupotea |
| 25 listopada 201615:00 |            | 50:3 |                  | ANZ Stadium, Suva Sędzia: Alan Aiolupotea |

| 2 grudnia 201615:00 | Tonga U-20 | 50:12 | Wyspy Cooka U-20 | ANZ Stadium, Suva Sędzia: Lote Saudranu |
| 2 grudnia 201615:00 |            | 50:12 |                  | ANZ Stadium, Suva Sędzia: Lote Saudranu |

| 10 grudnia 201615:00 | Fidżi U-20 | 18:13 | Tonga U-20 | ANZ Stadium, Suva Sędzia: Fa'avae Neru |
| 10 grudnia 201615:00 |            | 18:13 |            | ANZ Stadium, Suva Sędzia: Fa'avae Neru |